# Abhayamudra

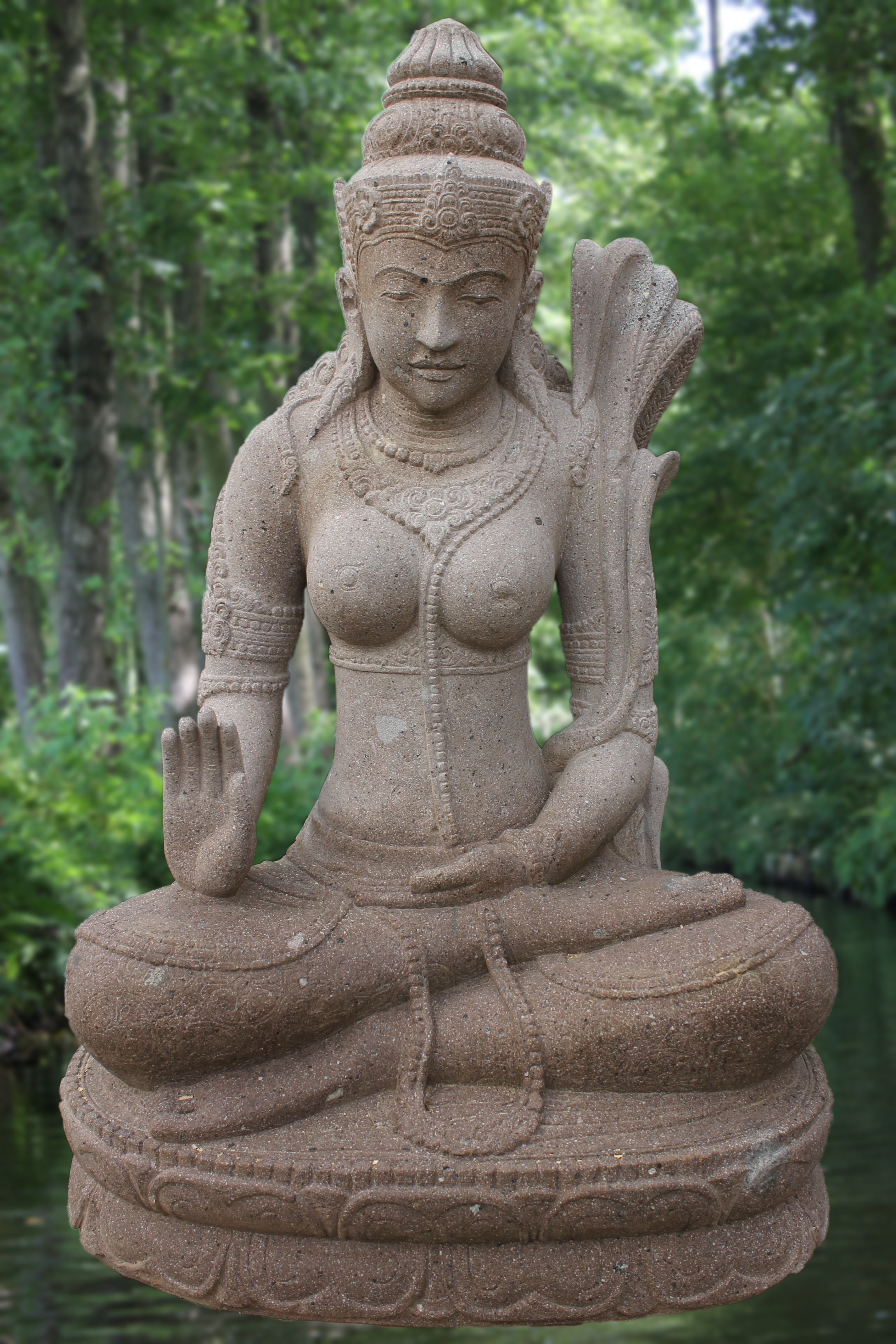
Dewi Sri (Parvati) giữ ấn vô úy trên tay phải, Bali, Indonesia.

Abhayamudrā hay Ấn vô úy là một thủ ấn trong Ấn Độ giáo, Phật giáo và các tôn giáo khác tại Ấn Độ; mang ý nghĩa "không sợ hãi", ấn vô úy là biểu tượng thiêng liêng đại diện cho các sức mạnh thần thánh giúp xua tan nỗi sợ hãi, mang lại sự bảo vệ và hạnh phúc. Để bắt ấn này, tay phải cần phải giữ thẳng, lòng bàn tay hướng ra phía ngoài. Đây là một trong những thủ ấn sớm nhất được tìm thấy trong Ấn Độ giáo, Phật giáo, Kỳ Na giáo và Sikh giáo.
Vị thần Hindu Nataraja được miêu tả với hình tượng tay phải giữ ấn vô úy, ban tặng sự bảo vệ khỏi cái ác và sự thiếu hiểu biết cho những người tuân theo lẽ phải của pháp (dharma).

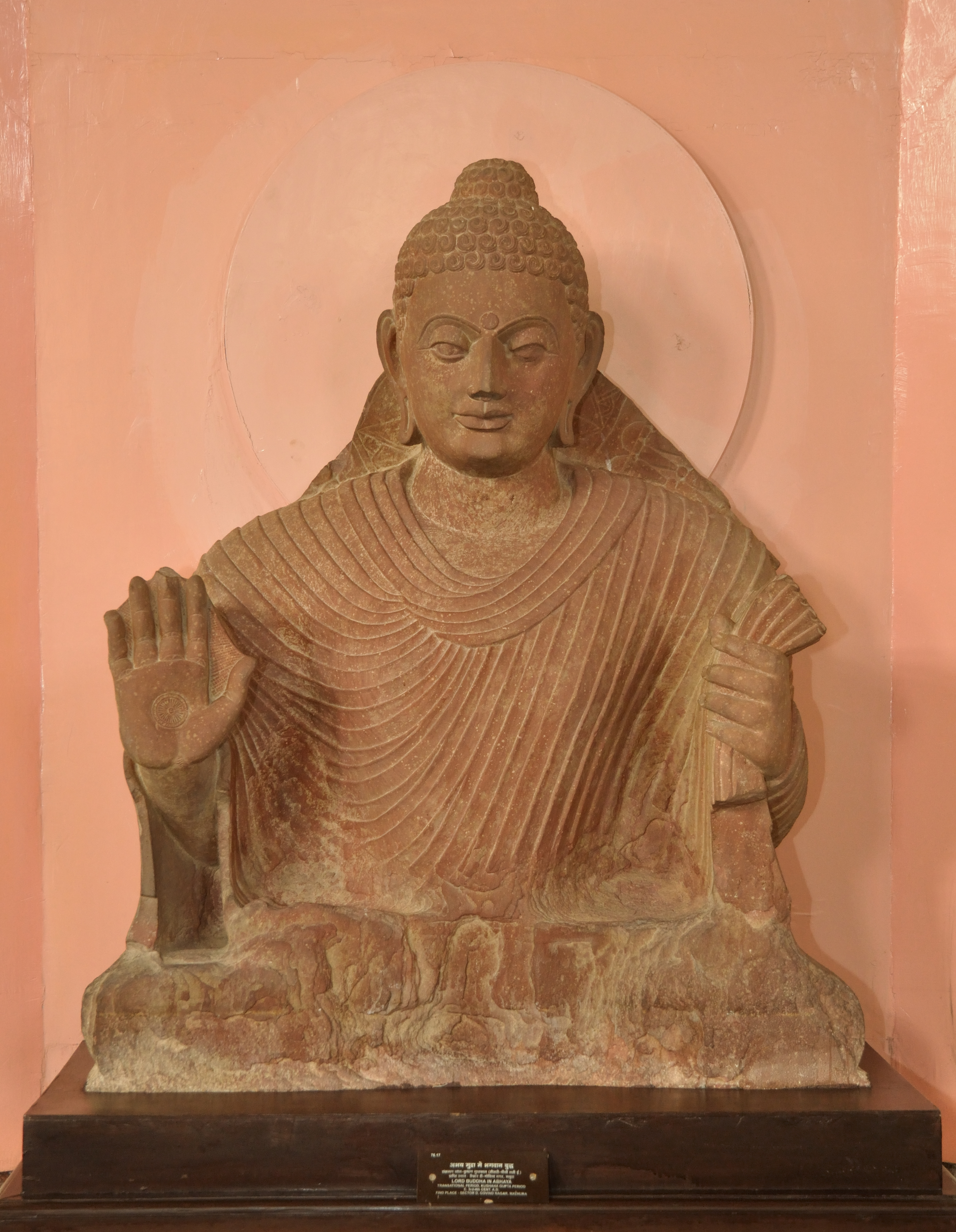
Phật Gautama với ấn vô úy trên tay phải

Ấn vô úy có lẽ đã được sử dụng trước khi Phật giáo xuất hiện, với ý nghĩa là một biểu tượng của sự thân thiện khi đến gần người xa lạ. Trong nghệ thuật Gandhāra, nó có mặt để thể hiện hành động thuyết giáo.
Thủ ấn này đã được Phật Gautama sử dụng để khuất phục một con voi đang say rượu khi bị nó tấn công do âm mưu của Devadatta (có nguồn nói là Ajātasattu), đã được thể hiện trong một số bích họa và kinh điển.
Trong Phật giáo Nguyên thủy, ấn vô úy thường được thực hiện với tay phải giơ cao ngang vai, cánh tay cong, lòng bàn tay hướng ra ngoài với các ngón tay dựng thẳng khép lại với nhau, tay trái được buông thõng khi đứng. Tại Thái Lan và Lào, thủ ấn này gắn liền với tượng Phật bước đi (tiếng Thái: ปางลีลา, một kiểu điêu khắc tượng Phật đặc sắc tại Thái Lan). Trong Phật giáo Đại thừa, các vị Phật và Bồ tát thường kết hợp ấn vô úy với một ấn khác ở tay còn lại.